# Dušica Cajlan
Dušica Cajlan-Wissel (* 1969 in Zemun, Belgrad als Dušica Cajlan) ist eine deutsche Konzertpianistin, die vor allem als Improvisationsmusikerin hervorgetreten ist.

## Leben und Wirken
Cajlan-Wissel studierte seit 1986 klassisches Piano an der Musikakademie der Universität Montenegro in Podgorica bei Marian Mike. Nach ihrem Konzertexamen 1991 ergänzte sie ihre pianistische Ausbildung durch ein Aufbaustudium an der Hochschule für Musik und Tanz Köln bei Günter Ludwig. Während des Studiums errang sie Preise bei verschiedenen Klavierwettbewerben. Daneben traten Meisterkurse bei Arbo Valdma, Leonard Hokanson, Pierre-Laurent Aimard und Anatol Ugorski.
Cajlan-Wissel begann 1986 mit Solo- und Kammermusikkonzerten. Seit 1996 ist sie zudem im Bereich der Neuen Improvisationsmusik tätig. 1999 veröffentlichte sie eine CD mit der argentinischen Violinistin Marisa Aramayo. 2004 gründete sie das Klaviertrio „Musai“ mit Linda und Malina Mantcheva. Seit 2012 arbeitet sie im Duo Sonata Erronea mit Gunda Gottschalk (gleichnamige CD 2017). Im Trio mit ihrem Mann, dem Saxophonisten Georg Wissel, und dem Trommler Etienne Nillesen, veröffentlichte sie zwei Alben. Des Weiteren trat sie mit Anna Homler auf. Zudem ist sie auf Alben von Rüdiger Beckemeier (Freundschaftsspiele) und mit dem Wuppertaler Improvisations Orchester (Toucans, Macaws and Ghost) zu hören.

## Diskographische Hinweise
- Cajlan, Wissel, Nillesen: Fourtyfour Fiftythree (Creative Sources 2019)
- Dušica Cajlan, Georg Wissel, Pacho Dávila, Israel Flores Bravo: El caso de la señora Lan (Bandcamp 2021)
- Cajlan, Wissel, Nillesen: Thirty Nine Fifty Five (Acheulian Handaxe 2022)